# لي سميث (صحفي)
لي سميث (بالإنجليزية: Lee Smith)‏ هو صحفي أمريكي، ولد في 10 أبريل 1962.